# Ronde van Italië 2020/Zevende etappe
De zevende etappe van de Ronde van Italië 2020 werd verreden op 9 oktober tussen Matera en Brindisi. 

## Uitslagen
| Matera – Brindisi (143,0 km) |                  |                        |          |
| Plaats                       | Naam             | Ploeg                  | Tijd     |
| 1                            | Arnaud Démare    | Groupama-FDJ           | 2u47'28" |
| 2                            | Peter Sagan      | BORA-hansgrohe         | z.t.     |
| 3                            | Michael Matthews | Team Sunweb            | z.t.     |
| 4                            | Ben Swift        | Team INEOS Grenadiers  | z.t.     |
| 5                            | Álvaro Hodeg     | Deceuninck–Quick-Step  | z.t.     |
| 6                            | Rudy Barbier     | Israel Start-Up Nation | z.t.     |
| 7                            | Davide Ballerini | Deceuninck–Quick-Step  | z.t.     |
| 8                            | Enrico Battaglin | Bahrain McLaren        | z.t.     |
| 9                            | Filippo Fiorelli | Bardiani-CSF-Faizanè   | z.t.     |
| 10                           | Elia Viviani     | Cofidis                | z.t.     |
|                              |                  |                        |          |
| 15                           | Sam Oomen        | Team Sunweb            | z.t.     |
| 42                           | Harm Vanhoucke   | Lotto Soudal           | z.t.     |

| Algemeen klassement |                    |                       |           |
| Plaats              | Naam               | Ploeg                 | Tijd      |
| Roze trui           | João Almeida       | Deceuninck–Quick-Step | 24u48'29" |
| 2                   | Peio Bilbao        | Bahrain McLaren       | + 43"     |
| 3                   | Wilco Kelderman    | Team Sunweb           | + 48"     |
| 4                   | Harm Vanhoucke     | Lotto Soudal          | + 59"     |
| 5                   | Vincenzo Nibali    | Trek-Segafredo        | + 1'01"   |
| 6                   | Domenico Pozzovivo | NTT Pro Cycling       | + 1'05"   |
| 7                   | Jakob Fuglsang     | Astana Pro Team       | + 1'19    |
| 8                   | Steven Kruijswijk  | Team Jumbo-Visma      | + 1'21"   |
| 9                   | Patrick Konrad     | BORA-hansgrohe        | + 1'26"   |
| 10                  | Rafał Majka        | BORA-hansgrohe        | + 1'32"   |

1e etappe ·
2e etappe ·
3e etappe ·
4e etappe ·
5e etappe ·
6e etappe ·
7e etappe ·
8e etappe ·
9e etappe ·
10e etappe ·
11e etappe ·
12e etappe ·
13e etappe ·
14e etappe ·
15e etappe ·
16e etappe ·
17e etappe ·
18e etappe ·
19e etappe ·
20e etappe ·
21e etappe
Startlijst · Eindstanden · Afbeeldingen